# Max Morris
Glen Max Morris (Norris City, 14 marzo 1925 – Reno, 8 gennaio 1998) è stato un cestista e giocatore di football americano statunitense, professionista nella NBL, nella NBA, nella NPBL e nella AAFC.

## Palmarès
- Campione NBL (1947)
- Campione NPBL (1951)